# José Acevedo Gómez
 José Acevedo Gómez  (Mongui,  Colômbia  , 1775 —  1817 ) 
Foi um político   colômbiano . 

## Vida
Aquando do grito de independência de 20 de Julho de 1810, lutou com o general espanhol Morillo até que, derrotado e perseguido, se refugiou na selva, onde morreu louco na cabana de um índio. Em 1850 foi homenageado pelo governo com um monumento.